# Далакайнар
Далакайнар (каз. Далақайнар) — село в Шуском районе Жамбылской области Казахстана. Административный центр и единственный населённый пункт Далакайнарского сельского округа. Находится примерно в 29 км к северо-востоку от города Шу. Код КАТО — 316633100.

## Население
В 1999 году население села составляло 1985 человек (975 мужчин и 1010 женщин). По данным переписи 2009 года, в селе проживало 1358 человек (688 мужчин и 670 женщин).

## Известные уроженцы
- Нурмахан Тыналиев (р.1988) — борец греко-римского стиля, многократный чемпион Азии, призёр чемпионатов мира.